# Neronia
Los Neronia, juegos neronianos, quinquenales Neronia o Ludi Neroniani quinquenales fueron unos juegos multitudinarios a imitación griega, organizados por el emperador Nerón, firme seguidor del helenismo. El festival se dividía en tres partes. La primera constaba de concursos de música, oratoria y poesía, la segunda, competiciones de gimnasia y la tercera, carreras de carros. Como premio, se otorgaba una corona de laurel para el ganador de cada disciplina.
Se llevaron a cabo dos veces: una en el año 60 y la otra en el 65 en los jardines de la colina Vaticana, el teatro de Pompeyo y la Saepta Julia en el Campo de Marte (Roma). Posteriormente, en el año 86 Domiciano establecería los Capitolini ludi cada cinco años.
Estos juegos seguían una tradición establecida por Julio César y Augusto de establecer juegos para conmemorar el aniversario de sus reinados.
La frecuencia de estos juegos "quinquenales" ha desconcertado a los historiadores. "Quinquenal" literalmente significa "cada cinco", pero en la práctica significa cada cuatro años. Los romanos contaban las cosas inclusivamente. Así que entre el 1 y el 5, hay 4 años. Además, al ser un festival griego, un ciclo de cuatro años es consistente con sus costumbres.
Sin embargo, los quinquenales Neronia se llevaron a cabo en el año 60, seis años después de que Nerón alcanzase el poder en el 54 y de nuevo, en el 65, cinco años después.
Los Neronia son mencionados por Suetonio en Vidas de los doce césares: La vida de Nerón (De vita Caesarum) y en Las Vidas de los poetas: Vida de Lucano, Tácito en los Annales XIV.20 y XVI.2, y Dión Casio en Historia romana LXI.21. Se conoce que el poeta romano, de origen hispano, Lucano participó en los Neronia en el año 60.
El propio Nerón llegó a participar como cantante en el Quinquenal Neronia del año 65.